# Хелебарде, хелебарде, кремењаче, кремењаче
Хелебарде, хелебарде, кремењаче, кремењаче (порт. Alabardas, Alabardas, Espingardas, Espingardas, 2014) последњи и незавршени роман португалског Нобеловца Жозеа Сарамага.

## О књизи
Артур Паз Семедо је рачуновођа у чувеној компанији за производњу оружја, заљубљеник у свој посао и ватрени обожавалац тешког наоружања, великих калибара и дугих цеви, амбициозан чиновник који више од свега жели да из тричавог одељења за муницију и лако оружје пређе у артиљеријски сектор. Насупрот Артуру, његова жена с којом се разишао заклети је пацифиста, која је променила име Берта у Фелиција да њено име не би подсећало на прослављену, боље рећи озлоглашену немачку хаубицу из Првог светског рата којој су тепали Дебела Берта. 
Када у филму Нада, по роману Андреа Малроа, који је гледао у локалном биоскопу, Артур Семедо открије да су током грађанског рата у Шпанији, у једној фабрици у Милану, стрељани радници који су саботирали израду хаубица, он схвата да му се пружа јединствена прилика да напредује, па цео случај износи свом шефу и добија дозволу да у архиву компаније истражи везу ове саботаже са својом вољеном компанијом...
Почетак последње Сарамагове узбудљиве алегорије о трговини оружјем садржи још низ рукаваца и заплета замишљених да разобличе ову моћну индустрију која постоји колико и људска врста. Нажалост, када већ почнемо да се забављамо непоновљивим Сарамаговим ликовима и догађајима уплетеним у роман, бићемо сурово прекинути... пишчевом смрћу.
Последњи и једини недовршени Сарамагов роман Хелебарде, хелебарде, кремењаче, кремењаче, који је добио наслов по стиху једног старог португалског песника, објављен је у октобру 2014. године уз један осврт и ненадмашне илустрације књижевног нобеловца Гинтера Граса и неколико пропратних текстова Сарамагових млађих савременика и писаца. 
Они на особен начин и овим несвакидашњим поводом приближавају читаоцима последње дело португалског великана и нуде своје виђење његовог недовршеног рукописа.

Предговор овом роману написао је Фернандо Гомес Агилера, шпански песник, професор књижевности и председник Управног одбора Фондације Жозеа Сарамага.. 